# Herbert Plank
Herbert Plank, född 3 september 1954 i Sterzing, Italien, är en italiensk före detta alpin skidåkare.
Plank blev olympisk bronsmedaljör i störtlopp vid vinterspelen 1976 i Innsbruck.